# Robin Warren
John Robin Warren (Adelaida, Australia Meridional, 11 de junio de 1937-Perth, 23 de julio de 2024) fue un médico patólogo e investigador australiano.  Premio Nobel en Fisiología o Medicina (2005).

## Carrera
Warren se formó en el Royal Adelaide Hospital y se convirtió en Registrador en Patología Clínica en el Instituto de Ciencias Médicas y Veterinarias (IMVS), donde trabajó en el laboratorio de hematología, lo que generó su interés por la patología.
En 1963, Warren fue nombrado Asistente Clínico Honorario en Patología y Registrador Honorario en Hematología en el Royal Adelaide Hospital. Posteriormente, dio clases de patología en la Universidad de Adelaida y luego asumió el cargo de Registrador de Patología Clínica en el Royal Melbourne Hospital. En 1967. Warren fue elegido miembro del Real Colegio de Patólogos de Australasia y se convirtió en patólogo principal en el Royal Perth Hospital, donde pasó la mayor parte de su carrera.

## Logros científicos

### Premio Nobel de Fisiologia y Medicina 2005
En 1979 descubrió la bacteria Helicobacter pylori. Junto con su colega Barry Marshall, Warren demostró que esta bacteria es la causante de la úlcera de estómago. Dr Warren ayudó a desarrollar el test diagnóstico de la urea en el aliento para detectar el Helicobacter pylori. En 2005 el Dr. Warren y el Dr. Marshall fueron galardonados con el Premio Nobel en Fisiología o Medicina.
En la Universidad de Australia Occidental, con su colega Barry J. Marshall, Warren demostró que la bacteria Helicobacter pylori es la causa infecciosa de las úlceras digestivas. Warren ayudó a desarrollar una prueba diagnóstica eficaz, la 
(C-Prueba de aliento con urea) para la detección de H. pylori en pacientes con úlceras. 
En 2005, Warren y Marshall fueron galardonados con el Premio Nobel de Medicina.
En 2006 se realizó un documental australiano sobre el camino de Warren y Marshall hacia el Premio Nobel, llamado "The Winner's Guide to the Nobel Prize". Fue nombrado Compañero de la Orden de Australia en 2007. 
El asteroide 254863 Robinwarren, descubierto por el astrónomo aficionado italiano Silvano Casulli en 2005, fue nombrado en su honor. [5] La cita oficial del nombre fue publicada por el Centro de Planetas Menores el 22 de abril de 2016 (M.P.C. 99893).

## Vida personal
Warren se casó con Winifred Theresa Warren (de soltera Williams) a principios de la década de 1960 y juntos tuvieron cinco hijos. Winifred Warren se convirtió en una psiquiatra consumada. Tras su muerte en 1997, Warren se retiró de la medicina.

## Muerte
Warren murió en Perth, Australia, el 23 de julio de 2024, a la edad de 87 años. 

## Reconocimientos
- Distinción del Colegio de Patólogos (1995).
- Medalla de la Universidad de Hiroshima (1996).
- Premio de la Fundación Warren Alpert (1994).
- Premio de la Asociación Médica Australiana (1995).[5]
- Premio de la Goethe-Universität en Alemania (1997).[1]
- Doctor Honorario en Medicina por la Universidad de Western Australia (1997).[10]
- Doctor honoris causa por la Universidad Francisco de Vitoria[11]